# Balmerlawn
Balmerlawn – wieś w Anglii, w hrabstwie Hampshire. Leży 31 km na południowy zachód od miasta Winchester i 127 km na południowy zachód od Londynu.